# Tafí del Valle (kommunhuvudort i Argentina)
Tafí del Valle är en kommunhuvudort i Argentina.   Den ligger i provinsen Tucumán, i den norra delen av landet, 1 100 km nordväst om huvudstaden Buenos Aires. Tafí del Valle ligger 2 000 meter över havet och antalet invånare är 4 028.
Terrängen runt Tafí del Valle är kuperad åt sydost, men åt nordväst är den bergig. Tafí del Valle ligger nere i en dal. Runt Tafí del Valle är det ganska glesbefolkat, med 36 invånare per kvadratkilometer.. Tafí del Valle är det största samhället i trakten. 
Trakten runt Tafí del Valle består i huvudsak av gräsmarker.